# マイケル・ローバッカー
マイケル・ローバッカー（英語：Michael Rohrbacher）は、アメリカの音楽学者。民族音楽学者。音楽療法士。シェナンドー大学音楽学部音楽療法科教授。徳島文理大学音楽学部名誉博士。妻はシェナンドー大学准教授であるスザンヌ・ローバッカー（Suzanne Rohrbacher)。

## 経歴
ピアニストとしてピーボディ音楽院で学んだ後、民俗音楽と音楽療法を研究。
シェナンドー大学音楽学部音楽療法科の主任教授を務める傍ら、MT-BC（全米音楽療法士）の認定機関であるCBMT（全米音楽療法認定理事会）理事、AMTA（アメリカ音楽療法協会）中大西洋地区会長などを歴任。